# Campeonato Mineiro de Voleibol Masculino de 2019
O Campeonato Mineiro de Voleibol Masculino de 2019 foi a edição desta competição organizada pela Federação Mineira de Vôlei. Participam do torneio cinco equipes provenientes dos municípios mineiros Belo Horizonte, Contagem, Uberlândia, Montes Claros e Lavras, e uma equipe convidada com sede em Anápolis.

## Sistema de Disputa
O torneio foi disputado em fase classificatória, totalizando 24 jogos (pontos corridos), e fase final abrangendo semifinal, final e disputa de terceiro lugar, definindo assim o pódio.

## Equipes Participantes
Equipes que disputam a Campeonato Mineiro de Voleibol Masculino de 2019:
| Equipe              | Cidade         | Última participação | Mineiro 2018 |
| ------------------- | -------------- | ------------------- | ------------ |
| Sada Cruzeiro       | Contagem       | Mineiro 2018        | 1º           |
| Minas Tênis Clube   | Belo Horizonte | Mineiro 2018        | 2º           |
| Lavras Vôlei        | Lavras         | Mineiro 2018        | 2º           |
| América Vôlei       | Belo Horizonte | estreante           | -            |
| Gabarito/Uberlândia | Uberlândia     | estreante           | -            |
| Anápolis Vôlei      | Anápolis       | estreante           | -            |

### Classificação
- Vitória por 3 sets a 0 ou 3 a 1: 3 pontos para o vencedor;
- Vitória por 3 sets a 2: 2 pontos para o vencedor e 1 ponto para o perdedor.
- Não comparecimento, a equipe perde 2 pontos.
- Em caso de igualdade por pontos, os seguintes critérios servem como desempate: número de vitórias, média de sets e média de pontos.

## Fase classificatória
|  |                                     |
|  | Equipe classificada às semi-finais. |

|     |                     |     | Jogos | Jogos | Jogos | Resultados | Resultados | Resultados | Resultados | Resultados | Resultados | Sets | Sets | Sets  | Pontos | Pontos | Pontos |
| Pos | Equipe              | Pts | T     | V     | D     | 3–0        | 3–1        | 3–2        | 2–3        | 1–3        | 0–3        | V    | P    | R     | V      | P      | R      |
| --- | ------------------- | --- | ----- | ----- | ----- | ---------- | ---------- | ---------- | ---------- | ---------- | ---------- | ---- | ---- | ----- | ------ | ------ | ------ |
| 1   | Minas Tênis Clube   | 24  | 10    | 8     | 2     | 5          | 3          | 0          | 0          | 1          | 1          | 25   | 9    | 2.778 | 0      | 0      | MAX    |
| 2   | Sada Cruzeiro       | 23  | 10    | 8     | 2     | 6          | 1          | 1          | 0          | 2          | 0          | 26   | 9    | 2.889 | 0      | 0      | MAX    |
| 3   | América Vôlei       | 17  | 10    | 6     | 4     | 1          | 4          | 1          | 0          | 1          | 3          | 19   | 18   | 1.056 | 0      | 0      | MAX    |
| 4   | Anápolis Vôlei      | 16  | 10    | 5     | 5     | 3          | 2          | 0          | 1          | 2          | 2          | 19   | 17   | 1.118 | 0      | 0      | MAX    |
| 5   | Gabarito/Uberlândia | 6   | 10    | 2     | 8     | 1          | 1          | 0          | 0          | 2          | 6          | 8    | 25   | 0.320 | 0      | 0      | MAX    |
| 6   | Lavras Vôlei        | 1   | 10    | 0     | 10    | 0          | 0          | 0          | 1          | 2          | 7          | 4    | 30   | 0.133 | 0      | 0      | MAX    |

Resultados
- 1º Circuito

| 29 de agosto de 2019 20:00 Relatório | Anápolis Vôlei | 3 — 0             | Gabarito/Uberlândia | Ginásio Newton de Faria, Anápolis |
| 29 de agosto de 2019 20:00 Relatório | 25             | Set 1 Set 2 Set 3 | 19 23 19            | Ginásio Newton de Faria, Anápolis |

| 30 de agosto de 2019 20:00 Relatório | América Vôlei | 3 — 0             | Gabarito/Uberlândia | Ginásio Newton de Faria, Anápolis |
| 30 de agosto de 2019 20:00 Relatório | 25            | Set 1 Set 2 Set 3 | 23 21 22            | Ginásio Newton de Faria, Anápolis |

| 31 de agosto de 2019 20:00 Relatório | Anápolis Vôlei | 0 — 3             | América Vôlei | Ginásio Newton de Faria, Anápolis |
| 31 de agosto de 2019 20:00 Relatório | 23 21 22       | Set 1 Set 2 Set 3 | 25            | Ginásio Newton de Faria, Anápolis |

- 2º Circuito

| 4 de setembro de 2019 20:00 Relatório | Gabarito/Uberlândia | 3 — 1                   | Lavras Vôlei | Arena Praia, Uberlândia |
| 4 de setembro de 2019 20:00 Relatório | 25 21 25            | Set 1 Set 2 Set 3 Set 4 | 23 25 18 22  | Arena Praia, Uberlândia |

| 5 de setembro de 2019 20:00 Relatório | Minas Tênis Clube | 3 — 0             | Lavras Vôlei | Arena Praia, Uberlândia |
| 5 de setembro de 2019 20:00 Relatório | 25                | Set 1 Set 2 Set 3 | 19 18 23     | Arena Praia, Uberlândia |

| 6 de setembro de 2019 19:00 Relatório | Gabarito/Uberlândia | 0 — 3             | Minas Tênis Clube | Arena Praia, Uberlândia |
| 6 de setembro de 2019 19:00 Relatório | 26 20 16            | Set 1 Set 2 Set 3 | 28 25             | Arena Praia, Uberlândia |

- 3º Circuito

| 12 de setembro de 2019 19:30 Relatório | Sada Cruzeiro | 3 — 0             | Lavras Vôlei | UNIFEM, Sete Lagoas |
| 12 de setembro de 2019 19:30 Relatório | 25            | Set 1 Set 2 Set 3 | 16 21        | UNIFEM, Sete Lagoas |

| 14 de setembro de 2019 20:00 Relatório | Sada Cruzeiro | 1 — 3                   | América Vôlei | Ginásio Poliesportivo Presidente Tancredo Neves, Montes Claros |
| 14 de setembro de 2019 20:00 Relatório | 18 25 17 21   | Set 1 Set 2 Set 3 Set 4 | 25 22 25      | Ginásio Poliesportivo Presidente Tancredo Neves, Montes Claros |

| 25 de outubro de 2019 20:00 Relatório | Lavras Vôlei | 1 — 3                   | América Vôlei | Ginásio Poliesportivo do Riacho, Contagem |
| 25 de outubro de 2019 20:00 Relatório | 25 31 23 21  | Set 1 Set 2 Set 3 Set 4 | 23 33 25      | Ginásio Poliesportivo do Riacho, Contagem |

- 4º Circuito

| 19 de setembro de 2019 20:00 Relatório | América Vôlei | 3 — 1                   | Anápolis Vôlei | Ginásio Poliesportivo Presidente Tancredo Neves, Montes Claros |
| 19 de setembro de 2019 20:00 Relatório | 25 19 25      | Set 1 Set 2 Set 3 Set 4 | 23 25 19 22    | Ginásio Poliesportivo Presidente Tancredo Neves, Montes Claros |

| 20 de setembro de 2019 20:00 Relatório | Minas Tênis Clube | 3 — 1                   | Anápolis Vôlei | Ginásio Poliesportivo Presidente Tancredo Neves, Montes Claros |
| 20 de setembro de 2019 20:00 Relatório | 30 25             | Set 1 Set 2 Set 3 Set 4 | 32 22 19 20    | Ginásio Poliesportivo Presidente Tancredo Neves, Montes Claros |

| 21 de setembro de 2019 17:00 Relatório | América Vôlei | 1 — 3                   | Minas Tênis Clube | Ginásio Poliesportivo Presidente Tancredo Neves, Montes Claros |
| 21 de setembro de 2019 17:00 Relatório | 23 25 15      | Set 1 Set 2 Set 3 Set 4 | 25 20 27 25       | Ginásio Poliesportivo Presidente Tancredo Neves, Montes Claros |

- 5º Circuito

| 26 de setembro de 2019 20:00 Relatório | Lavras Vôlei   | 2 — 3                         | América Vôlei  | Ginásio da Universidade Federal de Lavras, Lavras |
| 26 de setembro de 2019 20:00 Relatório | 26 21 24 25 13 | Set 1 Set 2 Set 3 Set 4 Set 5 | 24 25 26 17 15 | Ginásio da Universidade Federal de Lavras, Lavras |

| 27 de setembro de 2019 20:00 Relatório | Minas Tênis Clube | 3 — 0             | América Vôlei | Ginásio da Universidade Federal de Lavras, Lavras |
| 27 de setembro de 2019 20:00 Relatório | 25                | Set 1 Set 2 Set 3 | 23 17 20      | Ginásio da Universidade Federal de Lavras, Lavras |

| 28 de setembro de 2019 20:00 Relatório | Lavras Vôlei | 0 — 3             | Minas Tênis Clube | Ginásio da Universidade Federal de Lavras, Lavras |
| 28 de setembro de 2019 20:00 Relatório | 14 16 20     | Set 1 Set 2 Set 3 | 25                | Ginásio da Universidade Federal de Lavras, Lavras |

- 6º Circuito

| 3 de outubro de 2019 19:30 Relatório | Minas Tênis Clube | 1 — 3                   | Sada Cruzeiro | Ginásio da Universidade Federal de Lavras, Lavras |
| 3 de outubro de 2019 19:30 Relatório | 26 23 25 27       | Set 1 Set 2 Set 3 Set 4 | 28 25 23 29   | Ginásio da Universidade Federal de Lavras, Lavras |

| 4 de outubro de 2019 19:30 Relatório | Sada Cruzeiro | 1 — 3                   | Anápolis Vôlei | Ginásio da Universidade Federal de Lavras, Lavras |
| 4 de outubro de 2019 19:30 Relatório | 25 19 25 29   | Set 1 Set 2 Set 3 Set 4 | 22 25 23 16    | Ginásio da Universidade Federal de Lavras, Lavras |

| 5 de outubro de 2019 19:30 Relatório | Minas Tênis Clube | 3 — 0             | Anápolis Vôlei | Ginásio da Universidade Federal de Lavras, Lavras |
| 5 de outubro de 2019 19:30 Relatório | 25                | Set 1 Set 2 Set 3 | 15 20 23       | Ginásio da Universidade Federal de Lavras, Lavras |

- 7º Circuito

| 7 de outubro de 2019 20:00 Relatório | Anápolis Vôlei | 3 — 0             | Lavras Vôlei | Ginásio Newton de Faria, Anápolis |
| 7 de outubro de 2019 20:00 Relatório | 25             | Set 1 Set 2 Set 3 | 15 20 23     | Ginásio Newton de Faria, Anápolis |

| 9 de outubro de 2019 20:00 Relatório | Anápolis Vôlei | 2 — 3                         | Sada Cruzeiro  | Ginásio Newton de Faria, Anápolis |
| 9 de outubro de 2019 20:00 Relatório | 23 25 23 25 8  | Set 1 Set 2 Set 3 Set 4 Set 5 | 25 20 25 20 15 | Ginásio Newton de Faria, Anápolis |

| 23 de outubro de 2019 20:00 Relatório | Lavras Vôlei | 0 — 3             | Sada Cruzeiro | Ginásio Poliesportivo do Riacho, Contagem |
| 23 de outubro de 2019 20:00 Relatório | 16 21        | Set 1 Set 2 Set 3 | 25            | Ginásio Poliesportivo do Riacho, Contagem |

- 8º Circuito

| 8 de outubro de 2019 20:00 Relatório | Anápolis Vôlei | 3 — 0             | Lavras Vôlei | Ginásio Newton de Faria, Anápolis |
| 8 de outubro de 2019 20:00 Relatório | 25             | Set 1 Set 2 Set 3 | 17 22 20     | Ginásio Newton de Faria, Anápolis |

| 19 de outubro de 2019 17:00 Relatório | Gabarito/Uberlândia | 1 — 3                   | Anápolis Vôlei | Arena Praia, Uberlândia |
| 19 de outubro de 2019 17:00 Relatório | 26 22 25 19         | Set 1 Set 2 Set 3 Set 4 | 28 25 22 25    | Arena Praia, Uberlândia |

| 20 de outubro de 2019 10:00 Relatório | Gabarito/Uberlândia | 3 — 0             | Lavras Vôlei | Arena Praia, Uberlândia |
| 20 de outubro de 2019 10:00 Relatório | 25                  | Set 1 Set 2 Set 3 | 15 20 17     | Arena Praia, Uberlândia |

- 9º Circuito

| 24 de setembro de 2019 20:00 Relatório | Gabarito/Uberlândia | 0 — 3             | Sada Cruzeiro | Arena Praia, Uberlândia |
| 24 de setembro de 2019 20:00 Relatório | 17 19 20            | Set 1 Set 2 Set 3 | 25            | Arena Praia, Uberlândia |

| 25 de outubro de 2019 20:00 Relatório | América Vôlei | 0 — 3             | Sada Cruzeiro | Ginásio Poliesportivo do Riacho, Contagem |
| 25 de outubro de 2019 20:00 Relatório | 18 16 22      | Set 1 Set 2 Set 3 | 25            | Ginásio Poliesportivo do Riacho, Contagem |

| 29 de outubro de 2019 20:00 Relatório | América Vôlei | 3 — 1                   | Gabarito/Uberlândia | Ginásio Poliesportivo Presidente Tancredo Neves, Montes Claros |
| 29 de outubro de 2019 20:00 Relatório | 26 25 21 25   | Set 1 Set 2 Set 3 Set 4 | 24 21 25 8          | Ginásio Poliesportivo Presidente Tancredo Neves, Montes Claros |

- 10º Circuito

| 25 de setembro de 2019 20:00 Relatório | Sada Cruzeiro | 3 — 0             | Gabarito/Uberlândia | Arena Praia, Uberlândia |
| 25 de setembro de 2019 20:00 Relatório | 25            | Set 1 Set 2 Set 3 | 14 21               | Arena Praia, Uberlândia |

| 9 de outubro de 2019 19:30 Relatório | Minas Tênis Clube | 3 — 0             | Gabarito/Uberlândia | Arena Minas, Lavras |
| 9 de outubro de 2019 19:30 Relatório | 25                | Set 1 Set 2 Set 3 | 23 22 19            | Arena Minas, Lavras |

| 29 de outubro de 2019 20:00 Relatório | Sada Cruzeiro | 3 — 0             | Minas Tênis Clube | Arena Minas, Lavras |
| 29 de outubro de 2019 20:00 Relatório | 25            | Set 1 Set 2 Set 3 | 18 21 20          | Arena Minas, Lavras |

## Fase final
- Todos os jogos no horário do Brasil.
- Local: Ginásio Poliesportivo Divino Ferreira Braga, Betim

|  | Semifinais            | Semifinais            |   |                       | Final                 | Final |  |
|  |                       |                       |   |                       |                       |       |  |
|  | 1 de novembro - 18ː30 |                       |   |                       |                       |       |  |
|  | Minas Tênis Clube     | 3                     |   |                       |                       |       |  |
|  | Anápolis Vôlei        | 0                     |   |                       |                       |       |  |
|  |                       |                       |   |                       |                       |       |  |
|  |                       |                       |   |                       | 2 de novembro - 19ː30 |       |  |
|  |                       |                       |   |                       | Minas Tênis Clube     | 0     |  |
|  |                       | Sada Cruzeiro         | 3 |                       |                       |       |  |
|  |                       |                       |   |                       |                       |       |  |
|  |                       |                       |   |                       |                       |       |  |
|  |                       |                       |   |                       | Terceiro lugar        |       |  |
|  | 1 de novembro - 20ː30 | 1 de novembro - 20ː30 |   | 2 de novembro - 17ː30 | 2 de novembro - 17ː30 |       |  |
|  | Sada Cruzeiro         | 3                     |   | Anápolis Vôlei        | 1                     |       |  |
|  | América Vôlei         | 0                     |   |                       | América Vôlei         | 3     |  |

### Semifinal
| 1 de novembro de 2019 18ː30 Relatório | Minas Tênis Clube | 3 — 0             | Anápolis Vôlei | Ginásio Poliesportivo Divino Ferreira Braga, Betim |
| 1 de novembro de 2019 18ː30 Relatório | 25                | Set 1 Set 2 Set 3 | 18 23 22       | Ginásio Poliesportivo Divino Ferreira Braga, Betim |

| 1 de novembro de 2019 20ː30 Relatório | Sada Cruzeiro | 3 — 0             | América Vôlei | Ginásio Poliesportivo Divino Ferreira Braga, Betim |
| 1 de novembro de 2019 20ː30 Relatório | 25            | Set 1 Set 2 Set 3 | 20 14 22      | Ginásio Poliesportivo Divino Ferreira Braga, Betim |

### Terceiro lugar
| 2 de novembro de 2019 17ː30 Relatório | Anápolis Vôlei | 1 — 3                   | América Vôlei | Ginásio Poliesportivo Divino Ferreira Braga, Betim |
| 2 de novembro de 2019 17ː30 Relatório | 20 27 23 25    | Set 1 Set 2 Set 3 Set 4 | 25 27         | Ginásio Poliesportivo Divino Ferreira Braga, Betim |

### Final
| 2 de novembro de 2019 19ː30 Relatório | Minas Tênis Clube | 0 — 3             | Sada Cruzeiro | Ginásio Poliesportivo Divino Ferreira Braga, Betim |
| 2 de novembro de 2019 19ː30 Relatório | 19                | Set 1 Set 2 Set 3 | 25            | Ginásio Poliesportivo Divino Ferreira Braga, Betim |

## Classificação final
| Classficação | Equipe              |
| ------------ | ------------------- |
| 1            | Sada Cruzeiro       |
| 2            | Minas Tênis Clube   |
| 3            | América Vôlei       |
| 4            | Anápolis Vôlei      |
| 5            | Gabarito/Uberlândia |
| 6            | Lavras Vôlei        |

## Premiações
| Campeonato Mineiro de 2019               |
| ---------------------------------------- |
| Sada Cruzeiro Vôlei Campeão (10º título) |